# Olsztyns vojvodskap
Olsztyns vojvodskap (polska Województwo olsztyńskie) var åren 1975–1998 ett vojvodskap i nordöstra Polen. Huvudstad var Olsztyn. 

## Städer
- Olsztyn – 170 904
- Ostróda – 35 176
- Iława – 34 345
- Kętrzyn – 30 240
- Szczytno – 27 430
- Bartoszyce – 26 530
- Mrągowo – 23 126
- Lidzbark Warmiński – 17 760
- Nidzica – 15 482
- Morąg – 15 104
- Biskupiec – 11 445
- Dobre Miasto – 11 233
- Lubawa – 9954
- Olsztynek – 7554
- Barczewo – 7405
- Reszel – 5249
- Korsze – 4700
- Górowo Iławeckie – 4600
- Jeziorany – 3400
- Miłakowo – 2700
- Bisztynek – 2600
- Miłomłyn – 2300
- Sępopol – 2250
- Zalewo – 2100

## Befolkningsutveckling
| År       | 1975    | 1980    | 1985    | 1990    | 1995    | 1998    |
| Invånare | 662 200 | 681 400 | 725 700 | 753 000 | 771 700 | 778 200 |